# 312

## Hlava státu
- Papež – Miltiades (311–314)
- Římská říše – Constantinus I. (306–337) + Licinius (308–324) + Maximinus Daia (310–313) + Maxentius – uzurpátor (306–312)
- Perská říše – Šápúr II. (309–379)
- Kušánská říše – Šaka (305–335)